# Никша
Никша — река в России, протекает в Любимском районе Ярославской области. Исток находится около деревни Дар Павлов. Генеральное направление течения — восток. Протекает через урочище Починок мимо деревень Фондяково, Взглядово, Батинское. К востоку от этих деревень включена в систему мелиоративных канав, после чего течёт по ненаселённой местности через урочища Спорный Бочаг и Никша. После урочища Спорный Бочаг принимает справа приток — речку Чёрная. Устье реки находится в 11 км по правому берегу реки Обнора, выше деревни Тимонино. Длина реки составляет 26 км, площадь водосборного бассейна 126 км².

## Данные водного реестра
По данным государственного водного реестра России относится к Верхневолжскому бассейновому округу, водохозяйственный участок реки — Кострома от истока до водомерного поста у деревни Исады, речной подбассейн реки — Волга ниже Рыбинского водохранилища до впадения Оки. Речной бассейн реки — (Верхняя) Волга до Куйбышевского водохранилища (без бассейна Оки).
По данным геоинформационной системы водохозяйственного районирования территории РФ, подготовленной Федеральным агентством водных ресурсов:
- Код водного объекта в государственном водном реестре — 08010300112110000012977
- Код по гидрологической изученности (ГИ) — 110001297
- Код бассейна — 08.01.03.001
- Номер тома по ГИ — 10
- Выпуск по ГИ — 0